# Rhynchodina molybdota
Rhynchodina molybdota är en fjärilsart som beskrevs av George Francis Hampson 1926. Rhynchodina molybdota ingår i släktet Rhynchodina och familjen nattflyn. Inga underarter finns listade.